# Campeonato Europeo de Baloncesto Femenino de 1960
El VII Campeonato Europeo de Baloncesto Femenino se celebró en Sofía (Bulgaria) entre el 3 y el 11 de junio de 1960 bajo la denominación EuroBasket Femenino 1960. El evento fue organizado por la Confederación Europea de Baloncesto (FIBA Europa) y la Federación Búlgara de Baloncesto.
Un total de doce selecciones nacionales afiliadas a FIBA Europa compitieron por el título europeo, cuyo anterior portador era el equipo de Bulgaria, vencedor del EuroBasket 1958. 
La selección de la Unión Soviética se adjudicó la medalla de oro, la plata fue para Bulgaria y el bronce para Checoslovaquia.

## Plantilla del equipo campeón
- Unión Soviética:

Nina Poznanskaja, Skaidrīte Smildziņa, Valentina Kostikova, Maret-Mai Otsa, Ljudmila Nikitina, Raisa Michajlova, Galina Dronova, Jūratė Daktaraitė, Helēna Bitnere, Nina Erëmina, Galina Stepina, Ljudmila Edevela. Seleccionador: Pëtr Baranov